# Roberto Donadoni
Roberto Donadoni (sinh ngày 9 tháng 9 năm 1963) là một cựu cầu thủ nổi tiếng của câu lạc bộ bóng đá A.C. Milan và đội tuyển Ý. Ông từng là huấn luyện viên trưởng của đội tuyển Ý tại Euro 2008 sau khi Marcello Lippi từ chức. Tuy nhiên, sau khi đội tuyển Ý bị loại ở vòng tứ kết sau loạt sút luân lưu trước Tây Ban Nha - đội sau đó giành chức vô địch, ông bị sa thải và làm huấn luyện viên tại CLB S.S.C. Napoli. Sau đó ông làm huấn luyện viên tại CLB Cagliari Calcio trước khi bị sa thải vào tháng 8 năm 2011.
Ngoài Milan, Roberto Donadoni còn chơi cho các câu lạc bộ khác như Atalanta (Ý), MetroStar (Hoa Kỳ) và Al-Ittihad (Ả Rập Xê Út).
Tại Serie A, Roberto Donadoni chơi tổng cộng 390 trận với 23 bàn thắng. Còn ở đội tuyển Ý, ông đá khoác áo 63 trận và ghi 5 bàn thắng.
Sau khi từ giã sự nghiệp cầu thủ, ông tiếp tục gắn bó với bóng đá bằng cách làm huấn luyện viên các câu lạc bộ bóng đá Ý như Lecco, Livorno và Genoa.

## Thành tích
- Vô địch Ý: 6
  - 1988, 1992, 1993, 1994, 1996, 1999
- Cúp C1/UEFA Champions League: 3
  - 1989, 1990, 1994
- Siêu cúp bóng đá châu Âu: 3
  - 1989, 1990, 1995
- Cúp bóng đá Liên lục địa: 2
  - 1989, 1990
- Vô địch Ả Rập Xê Út: 1